# 浪花ほのか
浪花 ほのか（なにわ ほのか、2001年5月10日 - ）は、日本のファッションモデル。大阪府泉大津市出身。オスカープロモーション所属。

## 略歴
全日本国民的美少女コンテストへの応募がきっかけでオスカープロモーションに所属する。当初は清楚系のイメージでモデルの仕事をしていたが、私生活ではギャルであり、ギャルとして『Popteen』でモデル活動をする希望を事務所に伝えたところ「SHOWROOM×Popteenモデルオーディション」への参加を勧められる。2017年2月、同オーディションでジュニア女子部門グランプリを受賞し、以後『Popteen』誌面に登場する。2017年10月号で、同誌専属モデルに昇格。「創刊38周年記念号」となる2018年11月号で、初表紙を飾る。『Popteen』専属モデル昇格をかけたリアリティーショーAbemaTV『Popteenカバーガール戦争』に専属モデルとしてたびたび出演する。「第2次ポプ戦」では、「ほのばび班」班長として、昇格を賭けた岩崎春果と樽井みかを率い、他班と競う。
2019年9月28日に幕張メッセで開催されたGirlsAward、2019年11月9日にSHIBUYA109前特設ステージで開催されたデジタル超十代のスペシャルファッションショーなど、イベントへの出演も続いている。
AbemaTVの恋愛リアリティーショー『オオカミちゃんには騙されない』に女性メンバー5人中の一人として出演した。地上波のバラエティー番組への出演も増えており、泉州地域出身の「元ヤン」であることもキャラ立ちに役立っている。

## 人物
- 小学6年生で全日本国民的美少女コンテストに応募するが、予選の最終審査で落ち、本選に駒を進めることはできなかった[3]。
- 水泳が得意。いつも夏休みは、毎日のように水泳教室へ通っていた[3]。能島流游泳術[注 1]四級の資格を有する[2]。
- 『Popteen』誌面での愛称を「ほのばび」と決めたのは、幼少期よりバービー人形が好きなためである[19]。
- 大阪出身の浪花姓であるが、本名である[20]。

## 出演

### インターネットテレビ
- オオカミちゃんには騙されない（2019年7月14日 ‐ 9月29日、AbemaTV）[12][21]

### ファッションショー
- GirlsAward
- Rakuten GirlsAward 2019 AUTUMN/WINTER（2022年9月28日、幕張メッセ）
  - Rakuten GirlsAward 2023 AUTUMN/WINTER（2023年9月30日、幕張メッセ）[22]
- KANSAI COLLECTION 2024 AUTUMN＆WINTER（2024年8月1日、京セラドーム大阪）[23]

### イベント
- デジタル超十代 2019（2019年11月9日、SHIBUYA109前特設ステージ）[11]

## 書籍

### 雑誌
- Popteen（2017年10月号[3] - 2021年5月号[24]） - 専属モデル
- JELLY（2021年10月号 - ） - 専属モデル[25]